# Happy Time (レイジーのアルバム)
『Happy Time』（ハッピー・タイム）は、1998年7月21日に発売されたレイジーのアルバム。

## 概要
1981年発売の『燃えつきた青春』以来17年ぶりのオリジナルアルバム。「やるなら同窓会的なものではなく、今のレイジーを形にする」という意向から、シングルで発売済みだった「ULTRA HIGH」以外はすべて新曲あるいは洋楽のカバー（これもレイジーによるレコーディングは初）となっている。「ULTRA HIGH」には参加していなかった田中宏幸も復帰し、本作でレイジーは完全復活を遂げた。
当初はタイトルを『宇宙船地球号2』にするという案もあったが、「もっと楽しんでいる感じを出そう」との意向で変更された。
発売元だったエアーズの倒産に伴い絶版になり、後にトライエムから再発売された。

## 収録曲
| 全編曲: LAZY。 |                         |                            |                         |       |
| #              | タイトル                | 作詞                       | 作曲                    |       |
| 1.             | 「HAPPY TIME」          | LAZY                       | LAZY                    |       |
| 2.             | 「ALL THE YOUNG DUDES」 | DAVID BOWIE 訳詞：牧穂エミ | DAVID BOWIE             |       |
| 3.             | 「黒頭巾」              | LAZY                       | LAZY                    |       |
| 4.             | 「Somebody to love」    | DARBY SLICK 訳詞：牧穂エミ | DARBY SLICK             |       |
| 5.             | 「Ultra High」          | LAZY                       | LAZY                    |       |
| 6.             | 「Rock'n on my baby」   | LAZY                       | LAZY                    |       |
| 7.             | 「PRAY」                | 牧穂エミ                   | LAZY                    |       |
| 8.             | 「今夜LOVERS LANEで…」  | LAZY                       | LAZY                    |       |
| 9.             | 「水の惑星」            | LAZY                       | LAZY                    |       |
| 10.            | 「JUNGLE!」             | LAZY                       | LAZY                    |       |
| 11.            | 「SEALED WITH A KISS」  | GARY GELD & PETER UDELL    | GARY GELD & PETER UDELL |       |
| 12.            | 「MY REST POSE」        | 牧穂エミ                   | LAZY                    |       |
| 合計時間:      | 合計時間:               | 合計時間:                  | 合計時間:               | 56:57 |

## 曲解説
オリジナル曲は原案者の名前が「Original planning by ○（ニックネームのイニシャル）」という形で表記されている。
1. HAPPY TIME
原案は樋口宗孝と高崎晃。
2. ALL THE YOUNG DUDES
モット・ザ・フープルの曲の日本語カバー。
3. 黒頭巾
原案は高崎で、リードボーカルも担当。タイトルはかつてのヒット曲「赤頭巾ちゃん御用心」を連想させるが、ダークな歌詞やヘヴィなアレンジなど、「赤頭巾ちゃん」とは正反対のイメージに仕上がっている。
4. Somebody to love
ジェファーソン・エアプレインの曲の日本語カバー。
5. Ultra High
『ウルトラマンダイナ』後期エンディングテーマで、復活第1弾シングル。原案のクレジットはないが、高崎が書き下ろしたものである[2]。シングルバージョンと同じアレンジであり、田中は演奏に参加していない。
6. Rock'n on my baby
原案は高崎と影山ヒロノブ。歌詞に一部大阪弁が取り入れられている。
7. PRAY
曲の原案は井上俊次。OVA『新世紀GPXサイバーフォーミュラSIN』オープニングテーマとしてシングルカットされた。
8. 今夜LOVERS LANEで…
原案は影山。
9. 水の惑星
原案は井上と影山。二人によるデュエットとなっている。
10. JUNGLE!
原案は樋口。
11. SEALED WITH A KISS
高崎がリードボーカル。本作に収録された洋楽のカバーの中では唯一、英語詞のまま歌われている。
12. MY REST POSE
曲の原案は田中宏幸。『サイバーフォーミュラSIN』挿入歌として、「PRAY」とのカップリングでシングルカットされた。